# Finlandia Vodka

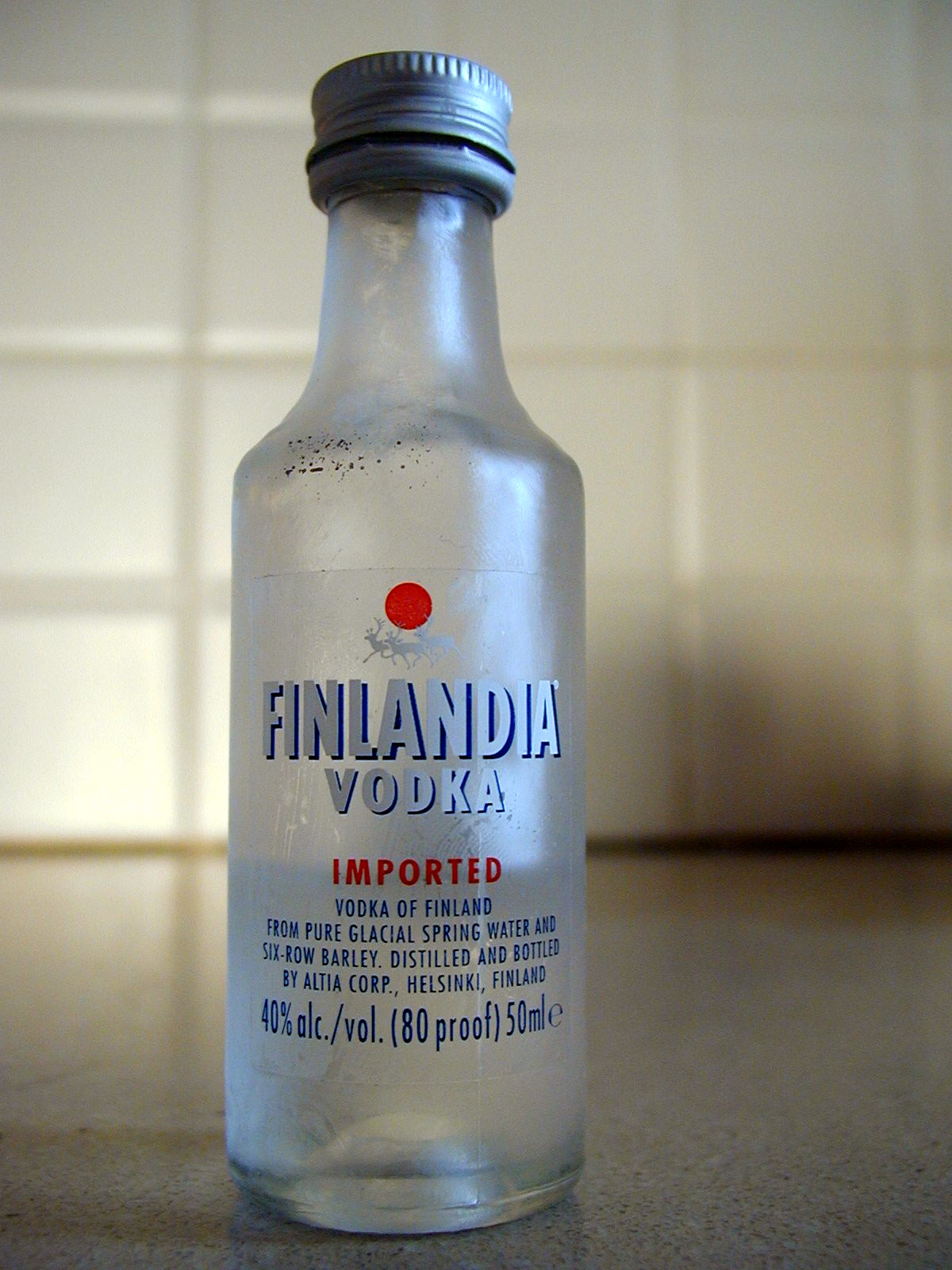
En flaska Finlandia (50 milliliter)

Finlandia Vodka är ett finskt vodkamärke. Det tillverkas av säd, och har en neutral och torr smak (utan socker). Varumärket ägs numera av amerikanska Brown-Forman Corporation. Alkoholhalten är 40 %.
Flaskan var tidigare en av Tapio Wirkkala formgiven flaska som kallades "isflaskan", men modellen har sedan dess bytts ut ett antal gånger.
Under märket Finlandia säljs även sju smaksatta vodkasorter: Lime, Mango, Cranberry (tranbär), Grapefruit (grapefrukt), Tangerine (tangerin), Wild berries (skogsbär) samt Blackcurrant (svarta vinbär).